# Jobst da Morávia
Jobst (Jost ou Jodokus) da Morávia (em alemão:  Jobst von Mähren, em tcheco/checo:  Jošt Lucemburský ou Jošt Moravský; em francês:  Josse de Luxembourg) (Brno, 29 de janeiro de 1351 — Brno, 18 de janeiro de 1411) era o filho mais velho de João Henrique de Luxemburgo, marquês da Morávia, e sobrinho do Imperador Carlos IV (Carlos IV era irmão de João Henrique).

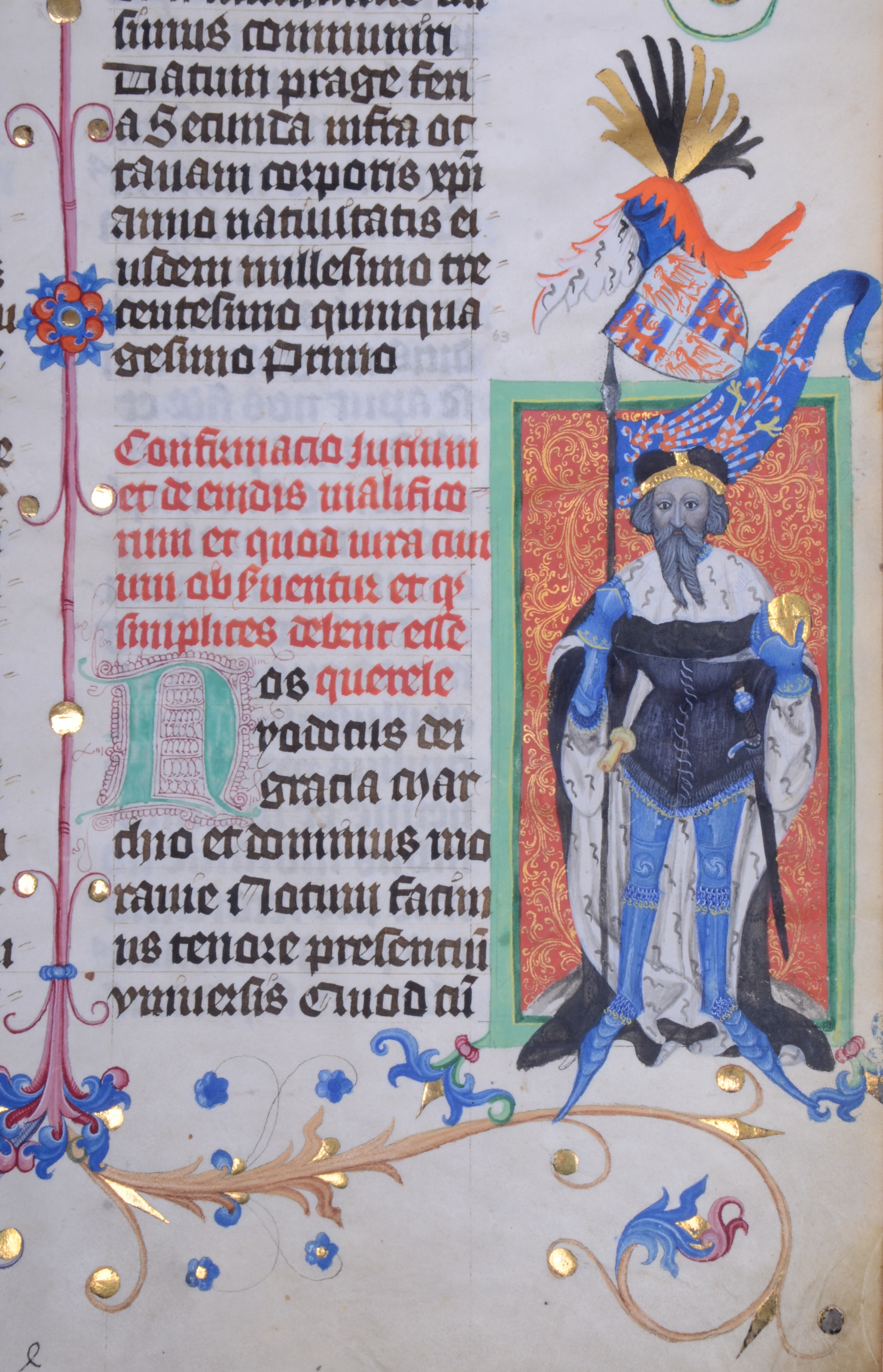
Jost da Morávia, Codex Gelnhausen, século XV

Ele governou a Marca da Morávia com os irmãos sobreviventes, e tomou o castelo da família. Jobst foi, para além de marquês da Morávia, foi também marquês de Brandemburgo de 1388 a 1411, sucedendo ao primo, Sigismundo, que, após a subida do primo, se voltou para o Reino da Hungria.
Após a morte do rei Ruperto da Germânia em 1410, Jobst foi eleito seu sucessor por quatro eleitores a 1 de outubro desse ano, opondo-se assim ao primo, Sigismundo, que já tinha sido eleito por três eleitores a 10 de Setembro. Apesar do apoio dos seus eleitores, Jobst faleceu no ano seguinte, a 18 de janeiro de 1411, ficando assim claro que Sigismundo, sendo eleito, sucederia ao pai, Carlos IV, como Rei da Germânia, e, mais tarde, Sacro Imperador Romano-Germânico, o que acabou por acontecer.
Jobst casou duas vezes, sem descendência:
- Em 1372, com Isabel de Opole (1360 — 1374), filha do duque Vladislau de Opole.
- Em 1374, com Inês de Opole (f. 1413), filha do duque Bolko II de Opole e irmã do duque Vladislau.